# Zwölf Apostel (Cuxhaven)

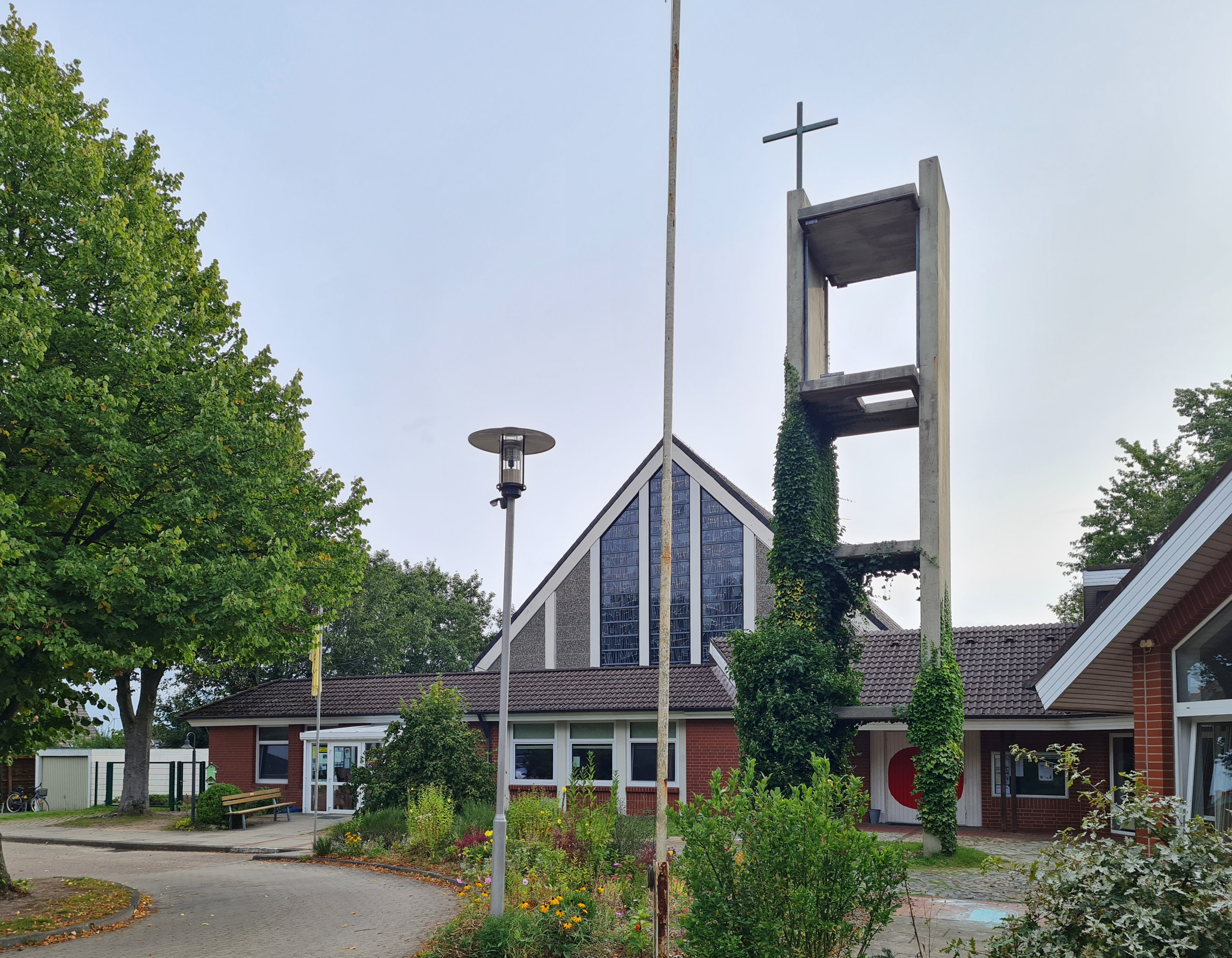
Katholische Kirche Zwölf Apostel Cuxhaven-Altenwalde

Die Kirche Zwölf Apostel in Cuxhaven-Altenwalde ist eine Filialkirche der römisch-katholischen Pfarrgemeinde St. Marien im Dekanat Bremerhaven des Bistums Hildesheim.

## Geschichte
Das Gebiet um Altenwalde und Nordholz gehörte seit 1824 zum Bistum Hildesheim. Dort lebten aber nach der im 16. Jahrhundert eingeführten Reformation nur wenige Katholiken, die zum Gottesdienst in die Herz-Jesu-Kirche im zum Bistum Osnabrück – staatlich bis 1937 zu Hamburg – gehörenden Cuxhaven gingen.
Infolge des Zweiten Weltkriegs nahm die Zahl der Katholiken in Altenwalde durch die Flucht und Vertreibung Deutscher aus Mittel- und Osteuropa erheblich zu. Nun fanden in der evangelischen Kirche Altenwalde katholische Gottesdienste statt.
1964 wurde durch das Bistum Osnabrück in Cuxhaven die Kirche St. Marien gegründet. 1965 wurde das gesamte Stadtgebiet von Cuxhaven kirchlich dem Bistum Hildesheim zugeordnet, 1972 wurde Altenwalde in die Stadt Cuxhaven eingemeindet.
1969 wurde das „Kirchlein auf dem Hügel“ in der Robert-Koch-Straße nach den Plänen des Architekten und Diözesanoberbaurates Josef Fehlig (1908–1980) als Fertigteilkirche gebaut. Die Weihe auf den Namen der zwölf Apostel führte am 6. September 1969 Bischof Heinrich Maria Janssen durch.
1988 erfolgte die Zusammenlegung der Kirchengemeinden Altenwalde und Otterndorf. Der Wohnsitz des Pfarrers war Otterndorf. Die Kirchengemeinde war vom 1. Juli 1988 bis zum 31. August 2008 selbstständig. Die Zwölf-Apostel-Kirche war nicht nur Pfarrkirche, sie war auch Standortkirche der Militärgemeinde Nordholz und Altenwalde. Der Wingster Architekt Herbert Butt (1936–2024) schuf die Pläne für den dringend erforderlichen Erweiterungsbau der Kirche in Altenwalde, mit dessen Bau 1992 begonnen wurde. Die Einweihung des Anbaus mit Gemeinderäumen erfolgte am 13. Juni 1993 durch Prälat Willi Stoffers (1921–2011).
Seit dem 1. September 2008 ist Zwölf Apostel eine Filialkirche der neu errichteten Pfarrgemeinde St. Marien, Cuxhaven. Die Pfarrgemeinde Cuxhaven-Altenwalde wurde in diesem Zusammenhang aufgelöst.

## Lage, Gebäude und Ausstattung
Die Zwölf-Apostel-Kirche steht im Süden von Altenwalde auf dem Grundstück Robert-Koch-Straße 16.
Die Architektur der geosteten Kirche folgt einem in den 1970er Jahren im Bistum Hildesheim vielfach mit geringen Abweichungen realisierten Entwurf. Von diesem Kirchentyp wurden im Bistum Hildesheim auch noch folgende Kirchen erbaut: 1969 in Sudmerberg, 1970 in Dungelbeck, Meckelfeld und Poggenhagen, 1971 in Afferde, Hohegeiß, Luthe, Meine, Schwanewede und Winsen (Aller), 1972 in Gifhorn, Ronnenberg, Stederdorf und Wittingen, 1974 in Vorwerk, 1975 in Dransfeld, Münchehof und Rodenberg, und 1976 in Rhüden. Die Zwölf-Apostel-Kirche in Altenwalde ist die älteste erhaltene Kirche dieses Bautyps.
Der Bildhauer Hubert Janning aus Münster gestaltete den Altar, den Ambo, den Sockel für den Tabernakel und den Sockel für die Marienstatue. Das über dem Altar hängende Kreuz trägt einen von den evangelischen Gemeinden der Nachbarorte gestifteten Korpus. Die Marienstatue aus Lindenholz stammt aus Oberammergau. Der bronzene Kreuzweg wurde 1974 angebracht.
1981 wurden in liebevoller Arbeit zwölf bestickte Wandbehänge mit der Darstellung der Apostel an der Altarwand angeordnet. Im Eingangsbereich weist die Apostelwand mit den Apostel-Steinen auf die Bedeutung für die Zwölf-Apostel-Kirche hin. Abseits an der Tür ist der 13. Apostel-Stein für Judas Iskariot zu sehen. In der Apostelwand mit dem Christusstein tragen außerdem zwölf Tontafeln die Ortsnamen des damaligen Gemeindebezirks.